# Olivier Yao-Delon
Olivier Yao-Delon (Montpellier, 4 aprile 1995) è un cestista francese.